# Salvator Mundi - El Salvador (El Greco)
El tema del Salvator Mundi o El Salvador del Mundo, representado como asunto independiente de los Apostolados, es raro en el corpus pictórico de El Greco. Este lienzo de Edimburgo es la mejor versión conservada de esta temática.

## Tema de la obra
Salvator Mundi o El Salvador del Mundo es un atributo de Cristo y una manera convencional de representación en el Arte. Su figura aparece completa o solamente el torso. La mano derecha aparece en actitud de bendición, mientras en la mano izquierda porta el orbe que simboliza el Mundo. Los colores del ropaje son también convencionales: túnica roja y manto  azul.

## Análisis de la obra
Óleo sobre lienzo; 73 x 56,5 cm.; 1600 circa; Galería Nacional de Escocia, Edimburgo; Catalogado por Harold Wethey con el número 113, y por Tiziana Frati con la referencia 104-a.
Es la mejor versión de este tema, y se encuentra en un excelente estado de conservación. Los reflejos blancos están realizados con una técnica perfecta. La túnica rosa contrasta con el manto, de color azul más claro que el orbe, que es de un azul grisáceo. El fondo gris también tiene una tonalidad azulada, y las carnaciones se vuelven azules en las sombras.

### Procedencia
- Juan de Ibarra, Madrid.
- Luis María Castillo, Madrid. (1908)
- Duquesa de Parcent, Madrid.
- Princesa de Hohenhole, Madrid.
- adquirido por la National Gallery of Scotland el año 1952.